# Clint Robinson
Clint David Robinson  (ur. 27 lipca 1972 w Brisbane) – australijski kajakarz, trzykrotny medalista olimpijski.
Brał udział w pięciu igrzyskach (IO 92, IO 96, IO 00, IO 04, IO 08), na trzech zdobywał medale. Największy sukces odniósł w debiucie, triumfując w Barcelonie w wyścigu jedynek na dystansie 1000 metrów. Cztery lata później nie obronił tytułu, zajmując trzecie miejsce. Trzeci, srebrny, medal wywalczył w 2004 w Atenach w dwójkach. Partnerował mu Nathan Baggaley. Cztery razy stawał na podium mistrzostw świata, raz sięgając po złoto (K-1 1000 m: 1994), dwa razy po srebro (K-1 1000 m: 1995, K-4 10 000 m: 1991) i raz po brąz (K-2 500 m: 1994).